# Maironis
Maironis, vlastním jménem Jonas Mačiulis (2. listopadu 1862 Pasandravis – 28. června 1932 Kaunas) byl litevský básník, katolický kněz a teolog.
Základní vzdělání získal doma. V letech 1873–1883 navštěvoval střední školu v Kaunasu. Po maturitě začal studovat literaturu na univerzitě v Kyjevě, ale po roce na přání svých rodičů studium přerušil a přešel do teologického semináře v Kaunasu. V letech 1888–1892 pak studoval na Petrohradské teologické akademii. Po návratu do Litvy přednášel na semináři v Kaunasu (s přestávkami až do své smrti) a v letech 1909–1932 byl jeho rektorem. Byl také profesorem morální teologie na teologické akademii v Petrohradě (1894–1909) a v roce 1922 se stal vedoucím teologického oddělení na univerzitě v Kaunasu. Rok přednášel na této univerzitě i o litevské literatuře, napsal též několik literárněvědných prací (Istorija Apsakymai apie Lietuvos praeigą, Trumpa lietuvių rašliavos apžvalga, Trumpa visuotinės literatūros istorija). Tu první z roku 1891 pod pseudonymem Stanislovas Zanavykas.
Básně začal psát v raném dětství, a to v polštině, časem však přešel k litevštině. V roce 1885 vydal pod pseudonymem Zvalionis v novinách Aušra svou první báseň Lietuvos vargas. Ve své básnické praxi stabilizoval litevský sylabotonismus. Jeho básnické dílo bylo ovlivněno polským i ruským romantismem. Artikulovalo požadavky litevského národa na nezávislost a sebeurčení. Psal také historická dramata (zejm. trilogie Kęstučio mirtis, Vytautas pas Kryžiuočius a Didysis Vytautas karalius) a libreta (Kame išganymas, Nelaimingos Dangutės vestuvės). Pseudonym Maironis začal používat během studií v Petrohradě.
Po vzniku samostatné Litvy a obnovení samostatné měny v roce 1993 byl vyobrazen na bankovce v hodnotě 20 litasů. V roce 2015 však Litva přijala euro.

### Poezie
- Lietuva (1888)
- Tarp skausmų į garbę (1895)
- Nuo Birutės kalno (1905)
- Jaunoji Lietuva (1907)
- Raseinių Magdė (1909)
- Mūsų vargai (1920)